# Междуречье (Ульяновская область)
Междуречье — деревня в Инзенском районе Ульяновской области. Входит в Черёмушкинское сельское поселение.
Расположена в долине реки Инза, в 8 км к югу от районного центра Инза. 

## История
Основана в середине XVIII века. Прежнее название Малая Репьёвка (как выселок из Большой Репьёвки (ныне Репьёвка)), затем Голодяевка.
В 1780 году, при создании Пензенского и Симбирского наместничеств, уже было два села: Большая и Малая Репьёвка, разделённые рекой Инза, ставшая границей между наместничествами. Поэтому, село Большая Репьёвка отошла к Городищенскому уезду Пензенского наместничества, а деревня Малая Репьёвка — из Пензенского уезда к Канадейскому уезду Симбирского наместничества. С 1796 года — в Городищенском уезде Пензенской губернии.
В XIX веке владельцем Голодяевки был Николай Тимофеевич Аксаков, родной брат Аксакова Сергея Тимофеевича. Здесь ему принадлежало 2002,74 десятин земли и 114 крепостных мужского пола.
В 1913 году в деревне было 76 дворов, 460 жителей.
До 1928 года село Голодяевка входило в состав Городищенского уезда Пензенской губернии, затем в Николо-Пестровском районе Пензенской области, с 1935 года в Инзенском районе Ульяновской области.
В 1964 году Указом Президиума ВС РСФСР деревня Голодяевка переименована в Междуречье.
В 1996 году проживало 70 человек, русские. В годы Советской власти относилось к совхозу «Репьевский».

## Население
| 2010 |
| ---- |
| 34   |

В 1859 г. в деревне в 30 дворах жило 110 муж. и 102 жен.